# لازار بونتيكيلي
لازار بونتيكيلي (بالفرنسية: Lazare Ponticelli)‏ (و. 1897 – 2008 م) هو رائد أعمال، وعسكري، ورجل أعمال فرنسي، ولد في بيتولا، ويحمل رتبة عسكرية جندي، توفي في لي كرملين-بيسيتر، عن عمر يناهز 111 عاماً.

## الخدمة العسكرية
خدم في القوات البرية الفرنسية.

## جوائز
حصل على جوائز منها:
- وسام جوقة الشرف من رتبة فارس
- صليب الحرب 1914-1918 (فرنسا)